# Біологічні ритми
Біологі́чні ри́тми — це повторювані біологічні процеси, частота яких коливається від частіше одного разу на секунду до рідше одного разу на десятиліття. Науку, що вивчає біологічні ритми називають хронобіологія.
Біоритми — циклічні коливання інтенсивності та характеру біологічних процесів, їх кількісні й якісні зміни, що відбуваються на всіх рівнях життя.[джерело?]
Станом на 2023 рік розділяють біологічні ритми та біоритми, як різні поняття в науковому та практичному значенні. Наукова достовірність біоритмів дискутується.

## Види
Усі біологічні ритми за частотою повторення циклу поділяються на три групи:[джерело?]
- ритми високої частоти з періодом, що не перевищує півгодинний інтервал (ритми скорочення м'язів, дихання, біохімічних реакцій);
- ритми середньої частоти з періодом від півгодини до семи діб (зміна сну та бадьорості, активності і спокою, коливання артеріального тиску і температури тіла);
- ритми низької частоти (зміна метаболізму живих організмів протягом року) пов'язані з сезонними явищами: зміною температурного, світлового та режиму вологості.

За чинниками біологічні ритми поділяються на зовнішні та внутрішні.

### Зовнішні
Зовнішні біоритми пов'язані з розташуванням Землі в космічному просторі. Вони мають різну періодичність — від частки секунди до певної кількості років.

#### Сонячно-добовий
Добові обертання Землі навколо своєї осі і зміна двічі на добу освітленості, яка викликає коливання температури, вологості та інших абіотичних факторів. Добовий цикл властивий більшості фізіологічних процесів (розмноження одноклітинних, коливання температури тіла, інтенсивність метаболізму). У рослин сонячне світло визначає періодичність процесів фотосинтезу, випарування води рослинами, час розкриття і закриття квіток. У тварин біологічні ритми виражені здебільшого у чергуванні періоду активності і спокою. Залежно від типу добової активності тварин поділяють на денних (більшість) і нічних (сови, їжаки, кажани, більшість гризунів). Неактивними вдень і активними вночі є більшість тварин пустель (вдень підвищена температура і низька вологість).
За постійних умов сонячно-добовий ритм перетворюється на циркадіанний ритм (навколодобовий). Такий ритм утворюється в організмів вирощених у незмінних умовах після короткочасної зміни таких умов. Це доводить уроджену схильність організмів до такого ритму. Наприклад, циркадіанний ритм виникає в дрозофіл (Drosophila), що були вирощені в темряві, після одного спалаху світла впродовж 0,5 мс.
У тварин знайдені нейрогуморальні центри, що координують добову ритміку фізіологічних процесів. Виділяють монофазний та поліфазний добові ритми. У процесі індивідуального розвитку багатьох тварин та людини відбувається перехід від багатофазного до однофазного ритму. Наприклад, в немовлят характерним є доволі часте чергування сну та активності протягом доби. Найважливіший для людини саме добовий ритм — чергування сну і неспання. Добові біоритми контролюються «біологічним годинником» — пристосувальним механізмом, що забезпечує здатність живих організмів орієнтуватися у часі. Вивчення біоритмів дає можливість людині виробляти найсприятливіший режим праці та відпочинку.

#### Місячно-добовий
Зміна протягом місячної доби (24 години 50 хвилин) двох припливів та відпливів. Важливий цикл для мешканців літоралі. Під час відпливів мешканці літоралі зачиняють свої мушлі, ховаються у ґрунт, змінюють колір тіла, планктон здійснює вертикальні рухи в товщі води. Припливний ритм простежується в тісному зв'язку з сонячно-добовим. Разом із зоряно-добовим (23 години 54 хвилини), має великий вплив на навігацію тварин (птахів, комах).

#### Місячно-місячний
Циклічна зміна інтенсивності тяжіння Місяця протягом 29 діб 9 годин, що добре простежується на узбережжях в зоні літоралі. У певні фази Місяця розмножуються тихоокеанські багатощетинкові черви палоло (Eunice viridis). Під час високих припливів риби атерини-груніон (Leuresthes tenuis) відкладають і закопують у пісок ікру на узбережжі Каліфорнії (США), мальки із якої виходять під час наступного високого припливу. З цим циклом досить тісно пов'язані цикли онтогенезу водних комах, водоростей.
Менструальний цикл жінок корелюється з місячно-місячним циклом. Це було помічено ще в давнину, тому образ нічного світила набув сакрального значення в культурах більшості народів світу.

#### Річний
Цикл коливання чисельності та активності тварин і рослин протягом року. Здебільшого регулюється змінами довжини світлового дня, температури та вологості повітря. Сезонні обертання Землі навколо Сонця, що зумовлює річні цикли зміни кліматичних умов, в першу чергу температури.
Восени у рослин формуються зимуючі бруньки, дерев'яніють пагони на деревах і кущах, відбувається відтік поживних речовин із листків в інші органи, листки потім опадають; зменшується кількість комах; перелітні птахи відлітають у вирій. Взимку настає зимовий спокій у рослин; у холоднокровних тварин зимують дорослі організми (комарі, мухи, деякі жуки), лялечки (білан капустяний), яйця (непарний шовкопряд). У холоднокровних тварин знижується вміст води в організмі, обмін речовин і використання кисню, великий вміст поживних речовин у тканинах (жирів і вуглеводів), підвищується концентрація гліцерину в тканинах рослин, який запобігав замерзанню клітинного соку. У теплокровних тварин осіннє линяння птахів і ссавців поліпшує теплоізоляцію; перелітні і кочуючи птахи мігрують; кажани і деякі гризуни впадають у сплячку або в зимовий сон (ведмеді і борсуки).

#### Багаторічні
Багаторічні ритми пов'язані з циклічними коливаннями планетарних факторів — неперіодичною зміною сонячної активності впродовж кількох років. Виражаються в інтенсивності розмноження і коливання чисельності окремих видів — масові розмноження перелітної сарани, метеликів, мишовидних гризунів.

### Внутрішні біоритми
Внутрішні біоритми (ритм дихання, серцебиття, травлення, виділення) відносно самостійні біологічні цикли живих організмів.

## Причини біологічних ритмів
Існує дві точки зору на причини біологічних ритмів:
- здатність організмів реагувати на плин часу в результаті періодичних біохімічних та інших процесів, що відбуваються в кожній клітині організму — наявність «біологічного годинника». Зовнішні чинники слугують спусковим гачком для внутрішнього механізму, вони здатні впливати на час початку фази певного ритму. За постійних умов зовнішнього середовища ритмічність повністю спонтанна. Прикладом може слугувати розбіжність циркадіанного ритму та коливань зовнішніх геофізичних факторів.
- циклічні зміни напруженості зовнішніх геофізичних факторів (геомагнітне поле, температурні коливання тощо, добове обертання Землі, припливно-відпливні рухи Місяця). Живий організм лише сприймає цикли зовнішнього середовища. Зміни освітлення, температури, вологості можуть корегувати біологічний годинник. При постійних неприродних умовах може виникнути регулярне зрушення біологічних ритмів.

## Історія дослідження
У 1960-ті роки Мішель Сіфр, французький спелеолог і «спелеонавт» проводив серію досліджень біоритмів, перебуваючи в глибокій печері на самоті та без можливості визначення часу та дати. В результаті його досліджень було відкрито, що людський організм самотужки здатен підтримувати близький до 24 годин біологічний цикл. Також було відкрито дводобовий цикл, коли впродовж 22 діб середня тривалість фізіологічної доби Сіфра становила близько 48 годин.

## Теорія людських «трьох біоритмів»

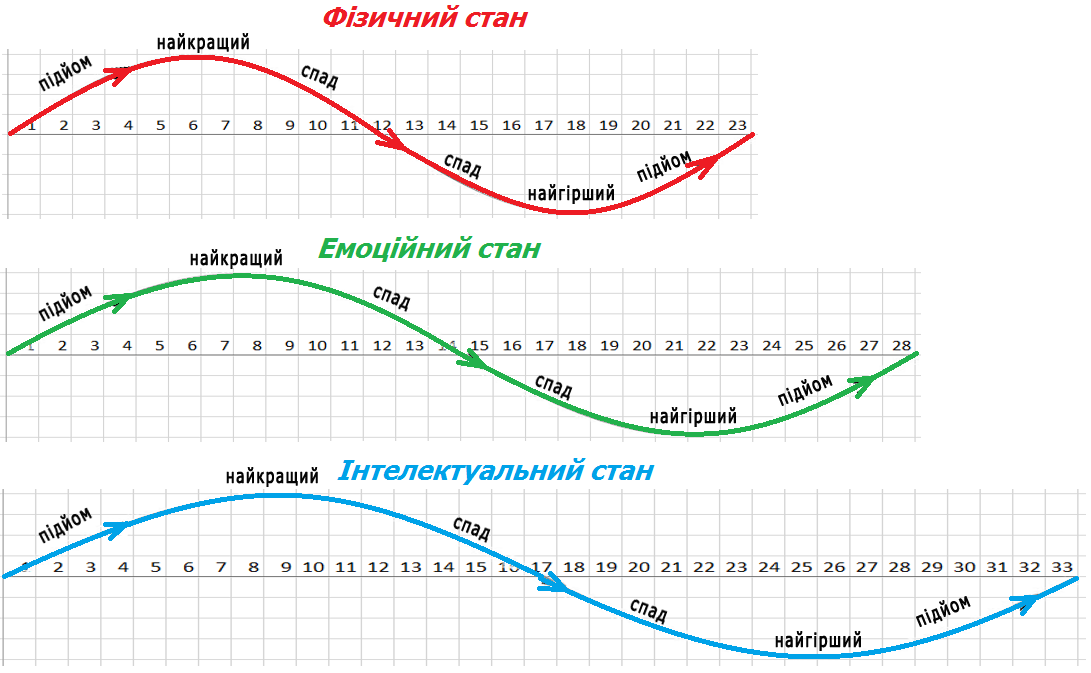
Подобові графіки біоритмів людини
Фізичний
Емоційний
Інтелектуальний

Згідно з теорією «трьох головних людських біоритмів», кожна людина поєднує в собі набір різних біоритмів: фізичного, емоційного та інтелектуального.[джерело?] Усі біоритми стартують одночасно в момент народження і відразу ж починають зростати, потім зменшуються, потім знову зростають, періодично повертаючись до початкового значення. Усі зміни відбуваються для всіх біоритмів періодично, але не синхронно. Зазвичай, повний цикл фізичного біоритму повторюється кожні 23 дні, емоційного — через 28 днів, а інтелектуальний біоритм має період 33 дні.
Багато академічних досліджень заперечують теорію «трьох біоритмів», як і теорію біоритмів загалом. Дехто вважає її такою ж псевдонаукою, як астрологія, нумерологія тощо.
Також існують дослідження, де ця теорія підтверджується лише у «малих вибірках» або з порушенням умов вибірки (наприклад, залежність від кількості ступенів вільності)[джерело?]
Прихильниками теорії біоритми розглядаються як фундаментальна властивість органічного світу, що забезпечує здатність організмів до адаптації і виживання в циклічно змінних умовах навколишнього середовища. В організмі людини найвиразніше виділяються коливання, що мають періоди рівні або близькі за тривалістю до доби, тижня, місяця, пори року або року.[джерело?][джерело?]